# Roman Knižka
Roman Knižka (8. února 1970 v Budyšíně) je německý filmový, televizní a divadelní herec slovenského původu.

## Životopis
Knižka pochází z umělecké rodiny, jeho matka je zpěvačka a jeho slovenský otec je choreograf. Knižka žije se svou manželkou v Berlíně.
Po škole se vyučil při Drážďanské státní opeře jako divadelní truhlář a následně pracoval jako dekoratér ve Státním drážďanském divadle. Krátce před pádem Berlínské zdi emigroval do Spolkové republiky Německo a vystudoval Westfälische Schauspielschule v Bochumi. V této době začal prvně vystupovat jako divadelní a televizní herec.
V televizi a ve filmu hraje Knižka především v kriminálkách (např. Místo činu) a thrillerech, objevil se ale také v komediích (Reine Geschmacksache) a filmech pro děti (Die Bauernprinzessin). Za ztvárnění postavy Michiho v seriálu Schlaraffenland (1999) získal v ocenění New Faces Awards třetí místo. Namluvil rovněž v němčině řadu audioknih.

## Filmografie (výběr)
- 1996: Würstchen
- 1996: Die Halbstarken
- 1997: Liebling Kreuzberg: Eine nette Intrige
- 1997: Ausgerastet
- 1998: Schimanski: Sourozenci
- 1999: Schlaraffenland
- 1999: Jimmy the Kid
- 1999: Vergiss Amerika
- 1999: Rote Glut
- 1999: Gefangen im Jemen
- 2000: Schweigen ist Gold
- 2000: Místo činu: Nasazení v Lipsku
- 2002: Vienna
- 2002: Mein Bruder der Vampir
- 2002: Die Zwillinge
- 2003: Anatomie 2
- 2003: Hochbetrieb
- 2003: Die Bauernprinzessin
- 2003: Der letzte Zeuge: Die sich nach Liebe sehnen
- 2003: Místo činu: Fantóm
- 2003: Komisař Rex: Atentát na Rexe
- 2004: Das Traumschiff: Sri Lanka
- 2004: Das blaue Wunder
- 2004: Místo činu: Janus
- 2005: Löwenzahn
- 2006: Einsatz in Hamburg: Mord auf Rezept
- 2005: Pfarrer Braun: Der unsichtbare Beweis
- 2006: Die Bauernprinzessin 2
- 2007: Hochzeit um jeden Preis
- 2007: Reine Geschmacksache
- 2008: Dr. Molly & Karl
- 2008: Der Sturz
- 2008: Mit dir die Sterne sehen
- 2009: Místo činu: Familienaufstellung
- 2009: Der gestiefelte Kater
- 2009: Der Einsturz – Die Wahrheit ist tödlich
- 2010: Groupies bleiben nicht zum Frühstück
- 2010: Der Alte: Teufel in Weiß
- 2010: Ein Praktikant fürs Leben
- 2011: Flaschendrehen
- 2011: Das Duo: Liebe und Tod
- 2012: Russisch Roulette
- 2012: Der Alte: Lautloser Tod
- 2013: Wilsberg: Treuetest
- 2013: Danni Lowinski
- 2013: Die letzte Spur: Hoffnungsträger
- 2013: Der letzte Bulle: Romeo und Julia
- 2013: Rindvieh à la Carte
- 2019: Dark